# Lani Pallister
Lani Pallister (* 6. Juni 2002 in Sydney, New South Wales) ist eine australische Schwimmerin. Die Olympiasiegerin von 2024 erschwamm bis 2024 bei Weltmeisterschaften je eine Gold-, Silber- und Bronzemedaille auf der 50-Meter-Bahn sowie vier Goldmedaillen auf der 25-Meter-Bahn. Hinzu kam eine Bronzemedaille bei Commonwealth Games.

## Sportliche Karriere
Lani Pallister wurde bei den Juniorenweltmeisterschaften 2017 Achte über 1500 Meter Freistil. Zwei Jahre später gewann sie die Goldmedaillen über 400 Meter, 800 Meter und 1500 Meter Freistil. Über 200 Meter Freistil erschwamm sie genauso die Silbermedaille wie mit beiden Freistilstaffeln. Seit 2020 studiert und schwimmt Lani Pallister an der Griffith University, wo sie von Headcoach Michael Bohl und ihrer Mutter trainiert wird. 2021 wurde bei Pallister Supraventrikuläre Tachykardie diagnostiziert und sie musste sich einer Herzoperation unterziehen.
2022 wurde Lani Pallister bei den australischen Meisterschaften über 400 Meter Freistil Zweite hinter Ariarne Titmus. Über 800 Meter und über 1500 Meter Freistil gewann sie. Bei den Weltmeisterschaften in Budapest belegte Pallister den vierten Platz über 400 Meter Freistil mit acht Hundertstelsekunden Rückstand auf die drittplatzierte Leah Smith aus den Vereinigten Staaten. Über 1500 Meter Freistil siegten mit Katie Ledecky und Katie Grimes zwei Schwimmerinnen aus den Vereinigten Staaten, vier Sekunden hinter Grimes schlug Pallister als Dritte an. In der 4-mal-200-Meter-Freistilstaffel erreichten Leah Neale, Lani Pallister, Brianna Throssell und Kiah Melverton das Finale mit der schnellsten Vorlaufzeit. Im Endlauf unterboten Madison Wilson, Leah Neale, Kiah Melverton und Mollie O’Callaghan die Zeit der Vorlaufstaffel um fast vier Sekunden und wurden Zweite hinter der Staffel aus den Vereinigten Staaten. Alle sechs beteiligten Australierinnen erhielten eine Silbermedaille. Einen Monat später bei den Commonwealth Games in Birmingham gelang den Australierinnen über 800 Meter Freistil ein Dreifachsieg mit Ariarne Titmus, Kiah Melverton und Lani Pallister. Über 400 Meter Freistil erreichte Pallister den fünften Platz.
Im Dezember fanden in Melbourne die Kurzbahnweltmeisterschaften 2022 statt. Über 400 Meter Freistil siegte Lani Pallister mit fast einer Sekunde Vorsprung vor der Neuseeländerin Erika Fairweather. Die beiden lagen auch über 800 Meter Freistil vorn, Pallister hatte aber über sechs Sekunden Vorsprung. In der 4-mal-200-Meter-Freistilstaffel schwammen im Vorlauf Leah Neale, Meg Harris, Brittany Castelluzzo und Laura Taylor. Im Finale gewannen Madison Wilson, Mollie O’Callaghan, Leah Neale und Lani Pallister mit neuem Weltrekord und mit dreieinhalb Sekunden Vorsprung vor den Kanadierinnen. Über 1500 Meter Freistil schließlich siegte Pallister mit 25 Sekunden Vorsprung auf die Japanerin Miyu Namba und erhielt ihre vierte Goldmedaille.
Im Jahr darauf startete Pallister bei den Weltmeisterschaften 2023 in Fukuoka in den vier Wettbewerben, in denen sie bei den Kurzbahnweltmeisterschaften 2022 gewonnen hatte. Über 400 Meter Freistil erkämpfte sie den sechsten Platz, über 1500 Meter Freistil wurde sie Fünfte. Die 4-mal-200-Meter-Freistilstaffel schwamm im Vorlauf mit Kiah Melverton, Brianna Throssell, Lani Pallister und Madison Wilson die zweitbeste Zeit. Im Finale waren Mollie O’Callaghan, Shayna Jack, Brianna Throssell und Ariarne Titmus über zehn Sekunden schneller und siegten mit neuem Weltrekord und fast vier Sekunden Vorsprung vor dem Quartett aus den Vereinigten Staaten. Auch Melverton, Pallister und Wilson waren damit Weltmeisterinnen. Im abschließenden Wettbewerb über 800 Meter Freistil wurde Pallister Siebte.
2024 bei den Olympischen Spielen in Paris schwamm die australische 4-mal-200-Meter-Freistilstaffel mit Lani Pallister, Jamie Perkins, Brianna Throssell und Shayna Jack die schnellste Vorlaufzeit. Im Finale waren Mollie O’Callaghan, Lani Pallister, Brianna Throssell und Ariarne Titmus siebeneinhalb Sekunden schneller als die Vorlaufstaffel und siegten mit 2,78 Sekunden Vorsprung vor dem Quartett aus den Vereinigten Staaten. Über 800 Meter Freistil belegte Pallister den sechsten Rang.
Lani Pallisters Mutter nahm unter ihrem Geburtsnamen Janelle Elford an den olympischen Schwimmwettbewerben 1988 teil.